# Ekaterina
Ekaterina ist ein weiblicher Vorname. Zu Herkunft und Bedeutung siehe Katharina.

## Ähnliche Varianten
Zu allen Varianten des Namens, siehe Artikel Katharina. Ekaterina ist eine alternative Transkription des russischen Namens Екатерина, der üblicherweise als Jekaterina transkribiert wird. Aus dem Bulgarischen wird der Name in der Regel als Ekaterina transkribiert.
Weitere, ähnliche Varianten sind die Namen Ekaterine (georgisch), Ecaterina (rumänisch) und Ekaterini (griechisch).

## Bekannte Namensträgerinnen
- Ekaterina Atalık (geb. Jekaterina Polownikowa; * 1982), türkisch-russische Schachspielerin
- Ekaterina Borulya (* 1969, auch: Katja), ukrainisch-deutsche Schachspielerin
- Ekaterina Dafowska (* 1975), bulgarische Biathletin und Biathlonfunktionärin
- Ekaterina Degot (* 1958), russische Kunsthistorikerin und Kuratorin
- Ekaterina Jossifowa (1941–2022), bulgarische Autorin und Literatin
- Ekaterina Kalugina (* 1993, auch: Katja), russische Tänzerin
- Ekaterina Kostina (* 20. Jh.), belarussisch-deutsche Mathematikerin und Hochschullehrerin
- Ekaterina Leonova (* 1987), russische Tänzerin
- Ekaterina Panikanova (* 1975), russische Künstlerin
- Ekaterina Potego (* 1984), russisch-österreichische Sängerin (Sopran)
- Ekaterina Sachariewa (* 1975), bulgarische Politikerin
- Ekaterina Shamonina (* 1970), russische Physikerin
- Ekaterina Siurina (* 1975), russische Opernsängerin (Sopran)
- Ekaterina Stratiewa (* 1982), bulgarische Rennfahrerin
- Ekaterina Tarnopolskaja (* 20. Jh.), russische Pianistin
- Ekaterina Trendafilowa (* 1953), bulgarische Rechtswissenschaftlerin